# Список губернаторов Северной Каролины
Губернатор Северной Каролины (англ. Governor of North Carolina) — глава исполнительной власти американского штата Северная Каролина и главнокомандующий вооружёнными силами штата. Нынешний губернатор — демократ Джош Стайн, занявший свою должность 1 января 2025 года.
Губернатор Северной Каролины обязан обеспечивать соблюдение законов штата и созывать законодательный орган. Губернатор имеет право помиловать, за исключением случаев импичмента. Около 220 лет губернатор не имел права накладывать вето на законопроекты, принятые Генеральной ассамблеей Северной Каролины, но референдум в ноябре 1995 года изменил конституцию штата, так что Северная Каролина перестала быть единственным штатом, губернатор которого не имел такого права.

## История
В Северной Каролине было три президента и 69 губернаторов.
Северная Каролина была одной из первых Тринадцати колоний и была признана штатом 21 ноября 1789 года. До этого провинция Северная Каролина была коронной колонией Королевства Великобритании. Провинциальный совет, состоящий из 13 членов, переименованный в Совет безопасности в апреле 1776 года, был, по сути, исполнительной властью в течение второго года революции и назначался Провинциальным конгрессом. Президентов Совета и Конгресса можно было считать высшими должностными лицами в штате в то время, но совет был высшим, только когда не заседал конгресс.
Первым губернатором Северной Каролины 12 ноября 1776 года стал юрист, землемер и офицер ополчения Ричард Кэсвелл, депутат Первого Континентального Конгресса. В то время губернаторы избирались сроком на один год законодательным собранием штата. Первым всенародно избранным губернатором 31 декабря 1836 года стал виг Эдвард Б. Дадли, сын богатого фермера и бизнесмена, рано начавший заниматься политикой и уже в 21 год избранный в нижнюю палату законодательного собрания штата.
Должность вице-губернатора Северной Каролины была введена конституцией штата 1868 года. До этого обязанности губернатора, в случае, если эта должность становилась вакантной, должен был исполнять спикер Сената Северной Каролины. Первым вице-губернатором в 1868 году стал юрист и политик Тод Р. Колдуэлл.
В 1802 году Генеральная ассамблея избрала губернатором Джона Баптиста Эша, но он умер, не успев вступить в должность, поэтому 12-м губернатором штата стал Джеймс Тёрнер.
Джим Хант-младший был первым губернатором Северной Каролины, переизбранным на свой пост благодаря изменению конституции штата, также он единственный, кто был губернатором четыре срока. Он являлся губернатором дольше всех в истории штата и делит с бывшим губернатором Огайо Джимом Родсом шестое место по продолжительности пребывания на посту губернатора в постконституционной истории США (5838 дней).

## Президенты Провинциального совета
Ниже приведён список президентов Провинциального совета Северной Каролины:
| # | Портрет | Губернатор            | Срок полномочий       | Срок полномочий       | Срок полномочий | Прим. |
| # | Портрет | Губернатор            | Вступил в должность   | Покинул должность     | Дни             | Прим. |
| - | ------- | --------------------- | --------------------- | --------------------- | --------------- | --- |
| 1 |         | Корнелиус Харнетт-мл. | 18 октября 1775 года  | 21 августа 1776 года  | 308             | Один из отцов-основателей США, первый глава независимой Северной Каролины. |
| 2 |         | Самуэль Эш            | 21 августа 1776 года  | 27 сентября 1776 года | 37              | |
| 3 |         | Уилли Джонс           | 27 сентября 1776 года | 25 октября 1776 года  | 28              | Некоторые источники указывают, что Джонс был президентом до 12 ноября, когда был созван Пятый Конгресс провинции Северная Каролина, избравший исполняющим обязанности губернатора Ричарда Кэсвелла. |

## Список губернаторов Северной Каролины
Политические партии
| Независимые | Антифедералисты | Федералисты | Демократы-республиканцы | Национал-республиканцы | Виги | Демократы | Консерваторы | Юнионисты | Республиканцы |
| ----------- | --------------- | ----------- | ----------------------- | ---------------------- | ---- | --------- | ------------ | --------- | ------------- |
| 5           | 3               | 5           | 10                      | 1                      | 4    | 37        | 2            | 1         | 7             |

| #  | Портрет                        | Губернатор           | Срок полномочий       | Срок полномочий      | Срок полномочий | Партия                 | Вице-губернатор                               | Прим. |
| #  | Портрет                        | Губернатор           | Вступил в должность   | Покинул должность    | Дни             | Партия                 | Вице-губернатор                               | Прим. |
| -- | ------------------------------ | -------------------- | --------------------- | -------------------- | --------------- | ---------------------- | --------------------------------------------- | --- |
| 1  |                                | Ричард Кэсвелл       | 12 ноября 1776 года   | 20 апреля 1780 года  | 1255            | Независимый            | Нет                                           | Первый губернатор штата Северная Каролина. Ушёл в отставку, поскольку конституция штата разрешала командовать ополчением не дольше трёх лет подряд. |
| 2  |                                | Эбнер Нэш            | 20 апреля 1780 года   | 26 июня 1781 года    | 432             | Независимый            | Нет                                           | Ушёл из-за проблем со здоровьем. |
| 3  |                                | Томас Бёрк           | 26 июня 1781 года     | 22 апреля 1782 года  | 300             | Независимый            | Нет                                           | В сентябре 1881 года попал в плен к лоялистам. Бежал в январе 1782 года, из-за чего подал в отставку, так как его поступок расценили как неджентльменский. |
| 4  |                                | Александер Мартин    | 22 апреля 1782 года   | 13 мая 1785 года     | 1117            | Антифедералист         | Нет                                           | |
| 5  |                                | Ричард Кэсвелл       | 13 мая 1785 года      | 20 декабря 1787 года | 951             | Независимый            | Нет                                           | |
| 6  |                                | Самуэл Джонстон      | 20 декабря 1787 года  | 17 декабря 1788 года | 363             | Федералисты            | Нет                                           | Отказался от второго срока, чтобы занять место в Сенате США. |
| 7  |                                | Александер Мартин    | 17 декабря 1788 года  | 14 декабря 1792 года | 1458            | Антифедералист         | Нет                                           | |
| 8  |                                | Ричард Д. Спейт      | 14 декабря 1792 года  | 19 ноября 1795 года  | 2196            | Федералист             | Нет                                           | Первый уроженец Северной Каролины, ставший губернатором штата. |
| 9  |                                | Самуэль Эш           | 19 ноября 1795 года   | 7 декабря 1798 года  | 1114            | Антифедералист         | Нет                                           | |
| 10 |                                | Уильям Р. Дэви       | 7 декабря 1798 года   | 23 ноября 1799 года  | 351             | Федералист             | Нет                                           | Ушёл в отставку для работы в комиссии по установлению мира с Францией после Квазивойны. |
| 11 |                                | Бенжамин Уильямс     | 23 ноября 1799 года   | 6 декабря 1802 года  | 1108            | Федералист             | Нет                                           | |
| 12 |                                | Джеймс Тёрнер        | 6 декабря 1802 года   | 10 декабря 1805 года | 1100            | Демократ-республиканец | Нет                                           | |
| 13 |                                | Натаниэль Александр  | 10 декабря 1805 года  | 1 декабря 1807 года  | 721             | Демократ-республиканец | Нет                                           | Отказался баллотироваться на третий срок. |
| 14 |                                | Бенжамин Уильямс     | 1 декабря 1807 года   | 12 декабря 1808 года | 377             | Федералист             | Нет                                           | |
| 15 |                                | Дэвид Стоун          | 12 декабря 1808 года  | 1 декабря 1810 года  | 719             | Демократ-республиканец | Нет                                           | Потерпел поражение баллотируясь на третий срок. |
| 16 |                                | Бенджамин Смит       | 1 декабря 1810 года   | 11 декабря 1811 года | 375             | Демократ-республиканец | Нет                                           | Отказался баллотироваться на второй срок. |
| 17 |                                | Уильям Хокинс        | 11 декабря 1811 года  | 29 ноября 1814 года  | 1084            | Демократ-республиканец | Нет                                           | |
| 18 |                                | Уильям Миллер        | 29 ноября 1814 года   | 6 декабря 1817 года  | 1103            | Демократ-республиканец | Нет                                           | |
| 19 |                                | Джон Бранч-мл.       | 6 декабря 1817 года   | 7 сентября 1820 года | 1097            | Демократ-республиканец | Нет                                           | |
| 20 |                                | Джесси Франклин      | 7 декабря 1820 года   | 7 декабря 1821 года  | 365             | Демократ-республиканец | Нет                                           | |
| 21 |                                | Габриэль Холмс       | 7 декабря 1821 года   | 7 декабря 1824 года  | 1096            | Демократ-республиканец | Нет                                           | |
| 22 |                                | Хатчинс Г. Бёртон    | 7 декабря 1824 года   | 8 декабря 1827 года  | 1096            | Независимый            | Нет                                           | |
| 23 |                                | Джеймс Айрделл-мл.   | 8 декабря 1827 года   | 12 декабря 1828 года | 370             | Демократ-республиканец | Нет                                           | |
| 24 |                                | Джон Оуэн            | 12 декабря 1828 года  | 18 декабря 1830 года | 736             | Демократ               | Нет                                           | Отказался баллотироваться на третий срок. |
| 25 |                                | Монфорт Стоукс       | 18 декабря 1830 года  | 6 декабря 1832 года  | 719             | Демократ               | Нет                                           | Ушёл в отставку, чтобы возглавить Федеральную комиссию по делам индейцев. |
| 26 |                                | Дэвид Л. Суэйн       | 6 декабря 1832 года   | 10 декабря 1835 года | 1099            | Национал-республиканец | Нет                                           | |
| 27 |                                | Ричард Д. Спейт-мл.  | 10 декабря 1835 года  | 31 декабря 1836 года | 387             | Демократ               | Нет                                           | Последний губернатор, избранный Генеральной Ассамблеей в соответствии с Конституцией Северной Каролины 1776 года. Потерпел поражение на первых всеобщих выборах губернатора штата. Отец и сын Спайты были первой в истории Северной Каролины семейной династией на посту губернатора.    |
| 28 |                                | Эдвард Б. Дадли      | 31 декабря 1836 года  | 1 января 1841 года   | 1462            | Виг                    | Нет                                           | Первый губернатор Северной Каролины, избранный всеобщим голосованием. |
| 29 |                                | Джон М. Морхед       | 1 января 1841 года    | 1 января 1845 года   | 1461            | Виг                    | Нет                                           | Первый губернатор, вступивший в должность в новом Капитолии штата. |
| 30 |                                | Уильям А. Грэм       | 1 января 1845 года    | 1 января 1849 года   | 1461            | Виг                    | Нет                                           | |
| 31 |                                | Чарльз Мэнли         | 1 января 1849 года    | 1 января 1851 года   | 730             | Виг                    | Нет                                           | Проиграл перевыборы. До 2016 года был последним действующим губернатором Северной Каролины, проигравшим переизбрание. |
| 32 |                                | Дэвид С. Рид         | 1 января 1851 года    | 12 июня 1854 года    | 1435            | Демократ               | Нет                                           | Ушёл в отставку. |
| 33 |                                | Уоррен Уинслоу       | 12 июня 1854 года     | 1 января 1855 года   | 26              | Демократ               | Нет                                           | Как спикер Сената Северной Каролины исполнял обязанности губернатора до окончания срока Д. Рида. |
| 34 |                                | Томас Брэгг          | 1 января 1855 года    | 1 января 1859 года   | 1461            | Демократ               | Нет                                           | |
| 35 |                                | Джон Уиллис Эллис    | 1 января 1859 года    | 7 июля 1861 года     | 918             | Демократ               | Нет                                           | Умер. |
| 36 |                                | Генри Т. Кларк       | 7 июля 1861 года      | 8 сентября 1862 года | 428             | Демократ               | Нет                                           | Как спикер Сената Северной Каролины исполнял обязанности губернатора до окончания срока Д. Эллиса. Ушёл в отставку. |
| 37 |                                | Зебулон Б. Вэнс      | 8 сентября 1862 года  | 29 мая 1865 года     | 994             | Консервативная партия  | Нет                                           | Будучи полковником 26-го пехотного полка Северной Каролины, был избран губернатором как «солдатский кандидат». Отстранён и арестован Армией Союза. |
| 38 |                                | Уильям В. Холден     | 29 мая 1865 года      | 15 декабря 1865 года | 200             | Юнионисты              | Нет                                           | Назначен президентом США Эндрю Джонсоном на срок до внеочередных выборов. |
| 39 |                                | Джонатан Уорт        | 15 сентября 1865 года | 1 июля 1868 года     | 929             | Консервативная партия  | Нет                                           | Был избран на первых и единственных в истории штата внеочередных выборах губернатора. Отказался баллотироваться на новый срок. |
| 40 |                                | Уильям В. Холден     | 1 июля 1868 года      | 22 марта 1871 года   | 994             | Республиканец          | Тод Р. Колдуэлл                               | Первый губернатор Северной Каролины, избранный на 4 года в соответствии с конституцией штата 1868 года. Был привлечён к ответственности и отправлен в отставку за злоупотребления в борьбе с Ку-клукс-кланом. Первый в американской истории губернатор, которому был объявлен импичмент. |
| 41 |                                | Тод Р. Колдуэлл      | 22 марта 1871 года    | 11 июля 1874 года    | 1207            | Республиканец          | Вакантна (1871—1873)                          | Как вице-губернатор исполнял обязанности губернатора до окончания срока У. Холдена. Был переизбран. |
| 41 | Кёртис Х. Брогден (1873—1874)  | Тод Р. Колдуэлл      | 22 марта 1871 года    | 11 июля 1874 года    | 1207            | Республиканец          |                                               | Как вице-губернатор исполнял обязанности губернатора до окончания срока У. Холдена. Был переизбран. |
| 42 |                                | Кёртис Х. Брогден    | 11 июля 1874 года     | 1 января 1877 года   | 905             | Республиканец          | Вакантна                                      | Как вице-губернатор исполнял обязанности губернатора до окончания срока Т. Колдуэлла. В 1876 году избран в Палату представителей США. |
| 43 |                                | Зебулон Б. Вэнс      | 1 января 1877 года    | 5 февраля 1879 года  | 765             | Демократ               | Томас Д. Джарвис                              | Ушёл в отставку, чтобы стать сенатором США. |
| 44 |                                | Томас Д. Джарвис     | 5 февраля 1879 года   | 21 января 1885 года  | 2177            | Демократ               | Вакантна 1879—1880                            | Как вице-губернатор исполнял обязанности губернатора до окончания срока З. Вэнса. Затем победил на выборах. |
| 44 | Джеймс Л. Робинсон 1881—1885   | Томас Д. Джарвис     | 5 февраля 1879 года   | 21 января 1885 года  | 2177            | Демократ               |                                               | Как вице-губернатор исполнял обязанности губернатора до окончания срока З. Вэнса. Затем победил на выборах. |
| 45 |                                | Альфред М. Скейлс    | 21 января 1885 года   | 17 января 1889 года  | 1457            | Демократ               | Чарльз М. Стедман                             | По истечении своего срока на посту губернатора навсегда ушел из политической жизни. |
| 46 |                                | Дэниел Г. Фоули      | 17 января 1889 года   | 7 апреля 1891 года   | 810             | Демократ               | Томас М. Холт                                 | Умер. |
| 47 |                                | Томас М. Холт        | 7 апреля 1891 года    | 18 января 1893 года  | 653             | Демократ               | Вакантна                                      | Как вице-губернатор исполнял обязанности губернатора до окончания срока Д. Фоули. Не смог добиться выдвижения от Демократической партии на пост губернатора. |
| 48 |                                | Элиас Карр           | 18 января 1893 года   | 12 января 1897 года  | 1454            | Демократ               | Руфус Доутон                                  | |
| 49 |                                | Дэниел Л. Расселл    | 12 января 1897 года   | 15 января 1901 года  | 1463            | Республиканец          | Чарльз А. Рейнольдс                           | |
| 50 |                                | Чарльз Б. Эйкок      | 15 января 1901 года   | 11 января 1905 года  | 1457            | Демократ               | Уилфред Д. Тёрнер                             | |
| 51 |                                | Роберт Б. Гленн      | 11 января 1905 года   | 12 января 1909 года  | 1462            | Демократ               | Фрэнсис Д. Уинстон                            | |
| 52 |                                | Уильям У. Китчин     | 12 января 1909 года   | 15 января 1913 года  | 1464            | Демократ               | Уильям К. Ньюленд                             | |
| 53 |                                | Локк Крейг           | 15 января 1913 года   | 11 января 1917 года  | 1457            | Демократ               | Элайджа Л. Дотридж                            | По истечении срока ушёл из политики и возобновил свою юридическую карьеру. |
| 54 |                                | Томас У. Бикетт      | 11 января 1917 года   | 12 января 1921 года  | 1462            | Демократ               | Оливер М. Гарднер                             | Первый губернатор штата, который был выдвинут на первичных выборах Демократической партии. |
| 55 |                                | Кэмерон Моррисон     | 12 января 1921 года   | 14 января 1925 года  | 1463            | Демократ               | Уильям Б. Купер                               | |
| 56 |                                | Ангус У. Маклин      | 14 января 1925 года   | 11 января 1929 года  | 1458            | Демократ               | Джей Элмер Лонг                               | По истечении срока ушёл из политической жизни. |
| 57 |                                | Оливер М. Гарднер    | 11 января 1929 года   | 5 января 1933 года   | 1455            | Демократ               | Ричард Т. Фаунтин                             | По истечении срока вернулся к юридической практике. |
| 58 |                                | Джон К. Б. Эрингхаус | 5 января 1933 года    | 7 января 1937 года   | 1463            | Демократ               | Александр Грэм                                | |
| 59 |                                | Клайд Р. Хоуи        | 7 января 1937 года    | 9 января 1941 года   | 1463            | Демократ               | Уилкинс П. Хортон                             | |
| 60 |                                | Джей Мелвилл Броутон | 9 января 1941 года    | 4 января 1945 года   | 1456            | Демократ               | Реджинальд Л. Харрис                          | |
| 61 |                                | Роберт Г. Черри      | 4 января 1945 года    | 6 января 1949 года   | 1463            | Демократ               | Линтон Й. Баллентайн                          | Известен как последний из ряда губернаторов, связанных с политической машиной О. Макса Гарднера По окончании срока ушёл из политики и вернулся к юридической практике. |
| 62 |                                | У. Керр Скотт        | 6 января 1949 года    | 8 января 1953 года   | 1463            | Демократ               | Хойт П. Тейлор                                | |
| 63 |                                | Уильям Б. Амстед     | 8 января 1953 года    | 7 ноября 1954 года   | 668             | Демократ               | Лютер Х. Ходжес                               | Умер |
| 64 |                                | Лютер Х. Ходжес      | 7 ноября 1954 года    | 5 января 1961 года   | 2251            | Демократ               | Вакантна (1954—1957)                          | Как вице-губернатор исполнял обязанности губернатора до окончания срока У. Амстеда. Затем был избран губернатором на полный четырёхлетний срок. |
| 64 | Лютер Э. Барнхардт (1957—1961) | Лютер Х. Ходжес      | 7 ноября 1954 года    | 5 января 1961 года   | 2251            | Демократ               |                                               | Как вице-губернатор исполнял обязанности губернатора до окончания срока У. Амстеда. Затем был избран губернатором на полный четырёхлетний срок. |
| 65 |                                | Терри Сэнфорд        | 5 января 1961 года    | 8 января 1965 года   | 1464            | Демократ               | Харви К. Филпотт (1961)                       | |
| 65 | Вакантна (1961—1965)           | Терри Сэнфорд        | 5 января 1961 года    | 8 января 1965 года   | 1464            | Демократ               |                                               | |
| 66 |                                | Дэн К. Мур           | 8 января 1965 года    | 3 января 1969 года   | 1456            | Демократ               | Роберт У. Скотт                               | По истечении своего срока на посту губернатора был назначен членом Верховного суда Северной Каролины. |
| 67 |                                | Роберт У. Скотт      | 3 января 1969 года    | 5 января 1973 года   | 1463            | Демократ               | Хойт П. Тейлор-мл.                            | |
| 68 |                                | Джеймс Холсхаузер    | 5 января 1973 года    | 8 января 1977 года   | 1464            | Республиканец          | Джим Хант                                     | |
| 69 |                                | Джим Хант            | 8 января 1977 года    | 5 января 1985 года   | 2919            | Демократ               | Джеймс К. Грин                                | Первый губернатор Северной Каролины, переизбранный на свой пост благодаря изменению конституции штата. |
| 70 |                                | Джеймс Г. Мартин     | 5 января 1985 года    | 9 января 1993 года   | 2926            | Республиканец          | Роберт Б. Джордан III (1985—1989)             | Единственный республиканец, избранный на два срока губернатором Северной Каролины. |
| 70 | Джим Гарднер (1989—1993)       | Джеймс Г. Мартин     | 5 января 1985 года    | 9 января 1993 года   | 2926            | Республиканец          |                                               | Единственный республиканец, избранный на два срока губернатором Северной Каролины. |
| 71 |                                | Джим Хант            | 9 января 1993 года    | 6 января 2001 года   | 2919            | Демократ               | Деннис Э. Уикер                               | Первый губернатор Северной Каролины, избранный на третий и четвёртый срок. |
| 72 |                                | Майк Изли            | 6 января 2001 года    | 10 января 2009 года  | 2926            | Демократ               | Бев Пердью                                    | Первый губернатор Северной Каролины, применивший право вето, которое избиратели предоставили губернатору в 1996 году. |
| 73 |                                | Бев Пердью           | 10 января 2009 года   | 5 января 2013 года   | 1456            | Демократ               | Уолтер Далтон                                 | Первая женщина, ставшая губернатором Северной Каролины. Столкнувшись с падением рейтинга одобрения, отказалась баллотироваться на второй срок. |
| 74 |                                | Пэт Маккрори         | 5 января 2013 года    | 1 января 2017 года   | 1457            | Республиканец          | Дэн Форест                                    | Проиграл переизбрание. |
| 75 |                                | Рой Купер            | 1 января 2017 года    | Действующий          | 3127            | Демократ               | Дэн Форест (2017—2021) Марк Робинсон (с 2021) | |